# Pedro Fernandes
Pedro Miguel Fernandes Costa (* 20. November 1977) ist ein ehemaliger portugiesischer Radrennfahrer.
Pedro Fernandes begann seine Karriere im Jahr 2000 bei dem portugiesischen Radsportteam Barbot-Torrie. In seinem ersten Jahr gewann er zwei Etappen bei der Volta ao Portugal do Futuro und konnte so auch die Gesamtwertung für sich entscheiden. Im nächsten Jahr gewann er eine Etappe beim Grand Prix PAD und wieder eine bei der Volta ao Portugal do Futuro. In der Saison 2003 fuhr er für Cantanhede-Marques de Marialva, wo er den Circuito da Malveira, den Circuito da Moita und eine Etappe beim Prémio Grande Porto gewann. 2004 wechselte Costa zu ASC-Vila do Conde. In seinem ersten Jahr dort konnte er eine Etappe bei der Troféu PAD für sich entscheiden. 2005 gewann er eine Etappe beim Grand Prix Vinhos da Estremadura und 2006 eine beim Grand Prix Abimota.

## Erfolge
2001
- eine Etappe Grand Prix PAD

## Teams
- 2000: Barbot-Torrie
- 2001: Barbot-Torrie
- 2002: Barbot-Torrie
- 2003: Cantanhede-Marques de Marialva
- 2004: ASC-Vila do Conde
- 2005: ASC-Chenco Jeans
- 2006: Vitória-ASC
- 2007: Vitória-ASC